# Franciszek Teofil Borys
Franciszek Teofil Borys (ur. 1 października 1877 w Świętochłowicach, zm. 21 stycznia 1916 pod Comines) – górnośląski pisarz, poeta epicki, twórca sztuk teatralnych, dziennikarz, działacz narodowy i społeczny.
Po ukończeniu szkoły ludowej pracował w świętochłowickiej kopalni Deutschland (późniejsza Polska), ale że ciągnęło go do nauki, w wieku 18 lat wyruszył do Włoch, gdzie uczył się w salezjańskim zakładzie w Turynie. Opanował język niemiecki, częściowo łacinę, nabył sporej wiedzy z zakresu prawa. Po powrocie do Polski w 1899 prowadził w Królewskiej Hucie (dziś Chorzów) zakład fotograficzny i pracował dla "Katolika", prowadząc dział porad prawnych, co nie zapewniało mu minimum egzystencji. Rozgoryczony zlikwidował zakład, porzucił redakcję Katolika i przeniósł się do Milowic w zaborze rosyjskim, gdzie podjął pracę w charakterze podsztygara w kopalni "Saturn". Wkrótce jednak został wydalony z powrotem do Prus. Tu podjął pracę w Gazecie Katolickiej, w której m.in. opublikował w 1904 roku najważniejszy ze swoich utworów – Dzielny ludek. Kilka wypadków z życia Górnoślązaków.
Podczas I wojny światowej powołany do armii pruskiej trafił na front francuski, gdzie zginął za obcą sprawę pod Comines.
Wincenty Ogrodzieński napisał o Borysie, że to zmarnowany talent, który chwiejnie występował jeszcze w „Chorzowianach”, ale krzepł i zdobywał samodzielność w „Dzielnym ludku”, na którym kończy się jego epizodyczna rola w piśmiennictwie śląskim.

## Ważniejsze utwory
- "Chorzowianie" (1899)
- "Dzielny ludek" (1904)
- "Zakochany Żyd"
- "Amerykanin"